# ماریاکریستینا دی ناردی
ماریاکریستینا دی ناردی (Mariacristina De Nardi)، اقتصاددان اهل ترویزو در ایتالیا است. او از سال ۲۰۱۹ به عنوان استاد توماس سارجنت در دانشگاه مینه‌سوتا فعالیت می‌کند. دی ناردی در سال ۲۰۱۳، به عنوان استاد اقتصاد در کالج دانشگاهی لندن منصوب شد. وی از سپتامبر ۲۰۱۸، در «مؤسسه فرصت و رشد فراگیر» بانک ذخایر فدرال مینیاپولیس در سمت محقق ارشد خدمت کرده است. تحقیقات او بر موضوعاتی نظیر اقتصاد کلان، اقتصاد عمومی، توزیع ثروت، پس‌انداز، اصلاح بیمه‌های اجتماعی، تأمین اجتماعی، اقتصاد خانوار، بحران‌های پزشکی، هزینه‌های طبی، تولید و سرمایه انسانی متمرکز است.

## تحصیلات
در نوامبر ۱۹۹۳ دی ناردی مدرک لیسانس اقتصاد و تجارت را با رتبه ممتاز از دانشگاه کافوسکاری ونیز در ایتالیا دریافت کرد. وی مدرک فوق لیسانس را در ژوئن ۱۹۹۸ و دکترا را در اوت ۱۹۹۹، هر دو از دانشگاه شیکاگو دریافت کرد.

## حرفه
دی ناردی پس از دریافت مدرک لیسانس خود، به عنوان محقق در دانشگاه کافوسکاری ونیز خدمت کرد. در سال ۱۹۹۸ وی اقتصاددان بانک ذخایر فدرال شیکاگو شد، از سال ۲۰۰۰ الی ۲۰۰۵ معاون استاد بخش اقتصاد در دانشگاه مینه‌سوتا بود و همچنین به عنوان معاون پژوهشی توماس جی. سارجنت فعالیت می‌کرد. دی ناردی قبل از دریافت مدرک فوق لیسانس خود از دانشگاه شیکاگو، معاون تدریس در همین دانشگاه بود. وی علاوه بر خدمت در دانشگاه کالج لندن و بانک ذخایر فدرال مینیاپولیس، از سال ۲۰۰۶ به عنوان پژوهش‌گر هیئت علمی در دفتر ملی تحقیقات اقتصادی، از سال ۲۰۱۵ پژوهش‌گر بین‌المللی در مؤسسه مطالعات مالی و از سال ۲۰۱۶ پژوهش‌گر مرکز تحقیقات اقتصادی و سیاسی بوده‌است. دی ناردی در سال ۲۰۱۸ معاون اول انجمن اقتصادی غرب میانه شد. وی در سمت هماهنگ‌کننده و رهبر شبکه بازار در «سرمایه انسانی و فرصت‌های اقتصادی»(HCEO) خدمت می‌کند.
دی ناردی قبل از فعالیت در بانک ذخایر فدرال مینیاپولیس در سال ۲۰۱۸، اقتصاددان ارشد و مشاور بخش تحقیقات بانک ذخایر فدرال شیکاگو بود. او عضو انجمن اقتصادی اروپا و استادیار پژوهشی NBER است.
از سال ۲۰۱۷ دی ناردی سردبیر بررسی پویایی اقتصادی بوده‌است. وی از سال ۲۰۱۵ در هیئت تحریر مجله ادبیات اقتصادی فعالیت کرده و از سال ۲۰۱۴ الی ۲۰۱۷، سردبیر مجله انجمن اقتصادی اروپا و مطالعات مالی بوده‌است.

## انتشارات
دی ناردی بیش از ۳۰ مقاله در مورد موضوعاتی از جمله نقش وراثت و کارآفرینی در توزیع ثروت، مصارف طبی سال‌مندان، تأثیر اصلاحات تأمین اجتماعی بر اقتصاد عمومی، رابطه میان تولید و امنیت اجتماعی و اثرات مالیات بر املاک نوشته‌است:
- «خانواده و بیمه دولتی: ریسک‌های دست‌مزد و عایدات در هلند و ایالات متحده» (۲۰۱۹) دی ناردی با همراهی جولیو فلا، ماریک نوف، گونزالو پاز-پاردو و راون ون اویژن این مقاله را نوشت. در این مقاله، اندازه و توزیع بحران‌های دست‌مزد و نقش بیمه در برابر این بحران‌ها در ایالات متحده و هلند بررسی می‌شود.[۱۴]
- «مصارف مادام‌العمر عدم سلامتی» (۲۰۱۸) عدم سلامتی می‌تواند، طول عمر افراد را کاهش دهد. در این مقاله بررسی اثرات بحران‌های سلامتی در طول زندگی بررسی می‌شود. دی ناردی، سوتلانا پاشچنکو و پونپوکه پوراپاککارم، با همکاری یک‌دیگر چارچوبی ساختاری برای سنجش اثرات بلندمدت عدم سلامتی در نظر گرفته‌اند.[۱۵]
- «پیامدهای کلی جنسیت و ازدواج» (۲۰۱۸) مارگریتا بورلا، ماریاکریستینا دی ناردی و فانگ یانگ اهمیت کلی جنسیت و ازدواج را بررسی می‌کنند. آن‌ها خاطرنشان می‌کنند که اکثر اقتصاددانان کلان هنگام تنظیم مدل‌های ساختاری و سنجش آن‌ها با استفاده از داده‌های مربوط به مردان، مسئله زنان و ازدواج را نادیده می‌گیرند. نویسندگان این مقاله معتقدند که با مدل‌سازی صریح ازدواج و جنسیت، بهترین نتایج برای تطابق مجموعه‌ها حاصل می‌شود.[۱۶]
- «نابرابری و رکود» (۲۰۱۸) در این مقاله، ژن آمرومین، ماریاکریستینا دی ناردی و کارل شولز به بررسی این موضوع پرداختند که آیا افزایش شکاف میان ثروت‌مندان و فقراء تأثیر مستقیمی برتمام اقتصاد کلان دارد یا خیر. نویسندگان این مقاله به‌طور ویژه بر روی «رکود بزرگ» تمرکز می‌کنند. آن‌ها با استفاده از «پانل مطالعه پویایی عایدات» و «پانل داده‌های مرکز اعتبارسنجی»، مصرف و ثروت را در طول رکود بزرگ مقایسه کردند.[۱۷]
- «مصارف طبی پایانِ عمر در دوازده ماه آخر زندگی، کم‌تر از آنچه قبلاً گزارش شده‌است، می‌باشد» (۲۰۱۷) دی ناردی با همکاری ۲۷ اقتصاددان دیگر، ترکیب و میزان مصارف طبی را در سه سال آخر قبل از مرگ، بررسی کردند. دی ناردی، فرنچ و همکاران به این نتیجه رسیدند که مصارف مراقبتی برای افراد مبتلا به بیماری‌های مزمن باید کاهش یابند.[۱۸]
- «چرا افراد مسن پس‌انداز می‌کنند؟ نقش مصارف طبی» (۲۰۱۰) در این مقاله دی ناردی، اریک فرنچ و جان بیلی جونز مدلی از پس‌انداز را برای بازنشستگان مجرد پیشنهاد می‌کنند که شامل ترکیبی از مصارف مختلف طبی و امید به زندگی است.[۱۹]
- «کارآفرینی، اصطکاک و ثروت» (۲۰۰۶) دی ناردی کمک هزینه تحقیقاتی را از سوی تحقیقات بنیاد ملی علوم دریافت کرد. دی ناردی محقق اصلی است و این تحقیق را از ۲۰۰۳ الی ۲۰۰۶ انجام داده‌است. وی این مقاله را با همکاری مارکو کاگتی نوشته‌است.[۲۰]
- «نابرابری ثروت: داده‌ها و مدل‌ها» (۲۰۰۸) دی ناردی برای بررسی توزیع ثروت و مدل‌های اقتصادی آن در ایالات متحده با مارکو کاگتی همکاری کرد. اکثر داده‌های مورد استفاده آن‌ها، حاصل نظرسنجی مالی مصرف‌کننده است. کاگتی و دی ناردی توضیح می‌دهند که همه مدل‌های کمی نابرابری ثروت، سرمایه انسانی را بیرون‌زا می‌سازند و معتقدند که هنگام مطالعه پس‌انداز و نابرابری ثروت، انباشت سرمایه انسانی باید در نظر گرفته شود. آن‌ها همچنین اشاره می‌کنند که در مدل‌های نابرابری، برخی از حوزه‌ها قابل استفاده و گسترش هستند.[۲۱]